# A Woman in Grey

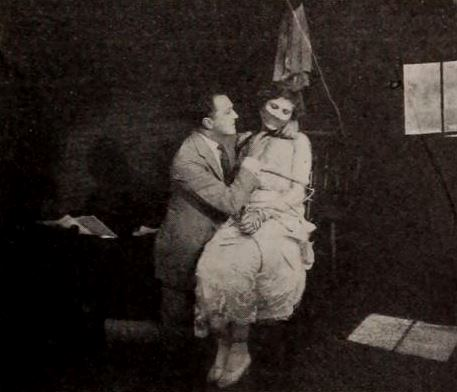
Cena do seriado, apresentando Henry G. Sell e Arline Pretty.

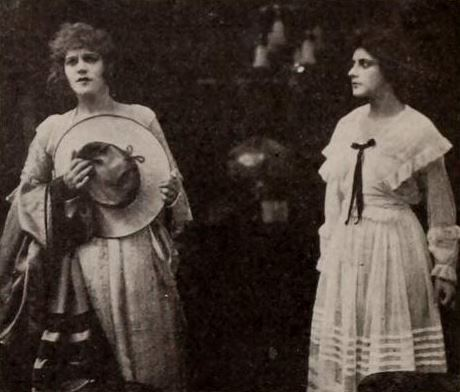
Cena do seriado, apresentando Arline Pretty.

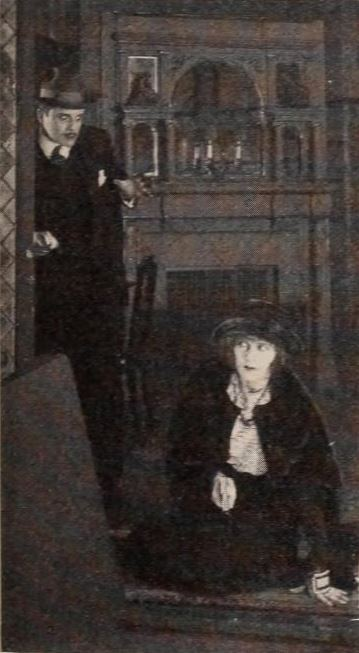
Cena do seriado, apresentando Arline Pretty.

A Woman in Grey é um seriado estadunidense, no gênero drama, dirigido por James Vincent, em 15 capítulos, estrelado por Arline Pretty, Henry G. Sell e Fred C. Jones. Foi produzido em 1919, mas estreou em 1920, veiculando nos cinemas estadunidenses entre 22 de janeiro de 1920 e 29 de abril de 1920. A história foi baseada no romance escrito pelo casal Alice Muriel Williamson e Charles Norris Williamson.
O seriado foi produzido pela Serico Producing Company e distribuído pela States Rights Independent Exchanges, e foi o primeiro e único filme feito pela Serico Producing Company, que, em seguida, saiu da indústria cinematográfica. O estúdio que a Serico ocupara tinha sido a falida empresa United States Moving Picture Company.

## Elenco
- Arline Pretty	 ...	Ruth Hope, A Mulher de Cinzento
- Henry G. Sell	 ...	Tom Thurston
- Fred C. Jones	 ...	J. Havilland Hunter
- John Heenan	 ...	Wilfred Amory
- Margaret Fielding	 ...	Paula Dunne
- Ann Brody	 ...	Miss Traill
- Jane Mair	 ...	Grace Carleton
- Jack Newton	 ...	Ralph Gordon
- J.W. Driscoll	 ...	Dr. Lepell
- Jack Manning	 ...	Gangster
- Walter Chapin	 ...	Gangster
- Violet De Biccari
- Adelaide Fitz-Allen

## Sinopse
No capítulo de abertura do seriado, Wilfred Amory (John Heenan) descobre que a velha chácara “Amory” está à venda. Há boatos de que a mansão é assombrada após seu último ocupante Amory, a Sra. Haynes, fter sido encontrada assassinada no local, oito anos antes. A filha adotiva da Sra. Haynes, Florença, foi condenada pelo crime, mediante a evidência fornecida pela pequena serva Mary Edwards, e morreu na prisão. Chegando para inspecionar a velha casa abandonada, o secretário dos Amorys, Tom Thurston (Henry G. Sell), encontra Ruth Hope (Arline Pretty), uma misteriosa mulher vestida em cinza.
De volta ao seu hotel, Tom ouve Ruth sendo ameaçada por sua idosa companhia Naomi Traill (Ann Brodie). Acreditando que seu pai havia escondido uma fortuna em algum lugar na casa, Amory chega na manhã seguinte, juntamente com sua sobrinha Paula Wynne (Margaret Fielding). Também está presente a Ruth, que é insultada por J. Haviland Hunter, um homem misterioso, que acredita que a pulseira que está usando é a prova que ela é Mary Edwards. Quando Ruth se recusa a retirar a pulseira, Hunter a seqüestra. Tomos persegue, mas pode apenas assistir como Hunter lança sua vítima sobre um trem que se aproxima.

## Capítulos
1. The House of Mystery
2. The Dagger of Death
3. The Trap of Steel
4. The Strangle Knot
5. The Chasm of Fear
6. The Grip of Fate
7. At the Mercy of Flames
8. The Drop to Death
9. Burning Strands
10. House of Horrors
11. Fight for Life
12. Circumstantial Evidence
13. The Secret Chamber
14. Pages of the Past
15. Exonerated